# 養源駅
養源駅（ヤンウォンえき）は大韓民国ソウル特別市中浪区忘憂洞にある、韓国鉄道公社（KORAIL）の駅。
乗り入れている路線は、線路名称上は中央線であるが、当駅には広域電鉄の京義・中央線電車のみが停車する。駅番号はK122。

## 歴史
- 2005年12月16日 - 開業。

## 駅構造
相対式ホーム2面2線の地上駅。

### のりば
| 1 | 京義・中央線 | 徳沼・八堂・楊平・龍門・砥平方面 |
| 2 | 京義・中央線 | 忘憂・回基・二村・龍山・文山方面 |

## 利用状況
近年の一日平均利用人員推移は下記のとおり。
なお、2005年は開業日の12月16日から12月31日までの16日間を基準にしたものである。
| 路線         | 路線     | 2000年 | 2001年 | 2002年 | 2003年 | 2004年 | 2005年 | 2006年 | 2007年 | 2008年 | 2009年 | 出典  |
| ------------ | -------- | ------ | ------ | ------ | ------ | ------ | ------ | ------ | ------ | ------ | ------ | ----- |
| 京義・中央線 | 乗車人員 | 未開業 | 未開業 | 未開業 | 未開業 | 未開業 | 469    | 895    | 1,296  | 1,491  | 1,594  | [ 1 ] |
| 京義・中央線 | 降車人員 | 未開業 | 未開業 | 未開業 | 未開業 | 未開業 | 504    | 1,033  | 1,409  | 1,642  | 1,765  | [ 1 ] |
| 路線         | 路線     | 2010年 | 2011年 | 2012年 | 2013年 | 2014年 | 2015年 | 2016年 | 2017年 | 2018年 | 2019年 | 出典  |
| 京義・中央線 | 乗車人員 | 1,738  | 1,858  | 1,912  | 2,012  | 1,997  | 2,048  | 1,976  | 1,866  | 1,727  | 1,755  | [ 1 ] |
| 京義・中央線 | 降車人員 | 1,933  | 2,073  | 2,121  | 2,206  | 2,167  | 2,163  | 2,051  | 1,933  | 1,807  | 1,824  | [ 1 ] |
| 路線         | 路線     | 2020年 | 2021年 | 2022年 | 2023年 |        |        |        |        |        |        |       |
| 京義・中央線 | 乗車人員 | 1,290  | 1,498  | 2,551  | 2,878  |        |        |        |        |        |        |       |
| 京義・中央線 | 降車人員 | 1,320  | 1,510  | 2,461  | 2,791  |        |        |        |        |        |        |       |

## 駅周辺
- ソウル東元初等学校（朝鮮語版）
- 東元中学校（朝鮮語版）
- 松谷女子中学校（朝鮮語版）
- 松谷女子高等学校（朝鮮語版）
- 松谷高等学校（朝鮮語版）
- 梨花女子大學校併設メディア高等学校（朝鮮語版）
- 英蘭女子中学校（朝鮮語版）
- 忘憂青少年修練館
- 中浪キャンプの森（朝鮮語版）

## 隣の駅
韓国鉄道公社
 京義・中央線
中央急行
通過
龍山急行・緩行
忘憂駅 (K121) - 養源駅 (K122) - 九里駅 (K123)